# Свифтуотер (тауншип, Миннесота)
Свифтуотер (англ. Swiftwater) — тауншип в округе Лейк-оф-Вудс, Миннесота, США. На 2000 год его население составило 77 человек.

## География
По данным Бюро переписи населения США площадь тауншипа составляет 91,9 км², из которых 91,8 км² занимает суша, а 0,1 км² — вода (0,06 %).

## Демография
По данным переписи населения 2000 года здесь находились 77 человек, 37 домохозяйств и 19 семей. Плотность населения — 0,8 чел./км². На территории тауншипа расположено 58 построек со средней плотностью 0,6 построек на один квадратный километр. Расовый состав населения: 100,00 % белых.
Из 37 домохозяйств в 13,5 % воспитывались дети до 18 лет, в 48,6 % проживали супружеские пары и в 48,6 % домохозяйств проживали несемейные люди. 35,1 % домохозяйств состояли из одного человека, при том 13,5 % из — одиноких пожилых людей старше 65 лет. Средний размер домохозяйства — 2,08, а семьи — 2,79 человека.
13,0 % населения младше 18 лет, 6,5 % в возрасте от 18 до 24 лет, 29,9 % от 25 до 44, 31,2 % от 45 до 64 и 19,5 % старше 65 лет. Средний возраст — 45 лет. На каждые 100 женщин приходилось 120,0 мужчин. На каждые 100 женщин старше 18 приходилось 131,0 мужчин.
Средний годовой доход домохозяйства составлял 28 750 долларов, а средний годовой доход семьи — 38 750 долларов. Средний доход мужчин — 21 250 долларов, в то время как у женщин — 25 667. Доход на душу населения составил 15 937 долларов. 9,0 % всего населения тауншипа находились за чертой бедности; все они — несемейные.